# Jobinia
Jobinia là chi thực vật có hoa trong họ Apocynaceae.